# Patrick Eaves
Patrick Campbell Eaves (né le 1er mai 1984 à Calgary dans la province de l'Alberta au Canada) est un joueur professionnel de hockey sur glace évoluant dans la Ligue nationale de hockey et possède la double citoyenneté canadienne et américaine. Il est le fils de Mike Eaves et le frère de Ben Eaves.

## Carrière
Patrick Eaves est né au Canada, mais ses parents emménagèrent dans l'État du Minnesota aux États-Unis alors qu'il était en bas âge.
Eaves fut membre du programme de développement national de hockey sur glace des États-Unis de 2000 à 2002 avant de se joindre aux Eagles de Boston College de l'association Hockey East, elle-même membre du championnat de la NCAA qui regroupe les universités américaines.
Bien qu'ayant raté la majorité de la saison 2002-03 à la suite d'une blessure au cou, il retient non moins l'attention des recruteurs de la LNH, en particulier ceux des Sénateurs d'Ottawa. Lors du repêchage de 2003 c'est d'ailleurs la concession d'Ottawa qui mit la main sur lui et ce, au premier tour de repêchage.
Après avoir récolté un total de 107 points en 84 rencontres au cours de ses trois saisons avec les Eagles et ayant remporté divers honneur dont une médaille d'or avec les États-Unis au Championnat du monde junior de hockey sur glace de 2004, Eaves devient joueur professionnel en 2005-2006 faisant alors ses premiers pas dans la LNH avec les Sens.
Le 11 février 2008 les Sénateurs l'échangent avec le défenseur Joe Corvo aux Hurricanes de la Caroline en retour de Cory Stillman et Mike Commodore. Puis, le 24 juillet 2009, il passe aux Bruins de Boston avec un choix de 4e ronde pour Aaron Ward. Les Bruins annoncent aussitôt qu'ils rachètent les deux années restantes du contrat de Eaves. Joueur autonome en 2009, il s'engage pour un an avec les Red Wings de Détroit.
Le 24 février 2017, il est échangé aux Ducks d'Anaheim contre un choix conditionnel de 2e tour au repêchage d'entrée dans la LNH 2017.

## Statistiques

### En club
| Saison     | Équipe                    | Ligue      |     | Saison régulière | Saison régulière | Saison régulière | Saison régulière | Saison régulière |    | Séries éliminatoires | Séries éliminatoires | Séries éliminatoires | Séries éliminatoires | Séries éliminatoires |
| Saison     | Équipe                    | Ligue      | PJ  | B                | A                | Pts              | Pun              | PJ               | B  | A                    | Pts                  | Pun                  |                      |                      |
| 2002-2003  | Eagles de Boston College  | HE         | 14  | 10               | 8                | 18               | 61               | -                | -  | -                    | -                    | -                    |                      |                      |
| 2003-2004  | Eagles de Boston College  | HE         | 34  | 18               | 23               | 41               | 66               | -                | -  | -                    | -                    | -                    |                      |                      |
| 2004-2005  | Eagles de Boston College  | HE         | 36  | 19               | 29               | 48               | 36               | -                | -  | -                    | -                    | -                    |                      |                      |
| 2005-2006  | Sénateurs d'Ottawa        | LNH        | 58  | 20               | 9                | 29               | 22               | 10               | 1  | 0                    | 1                    | 10                   |                      |                      |
| 2005-2006  | Sénateurs de Binghamton   | LAH        | 18  | 5                | 8                | 13               | 10               | -                | -  | -                    | -                    | -                    |                      |                      |
| 2006-2007  | Sénateurs d'Ottawa        | LNH        | 73  | 14               | 18               | 32               | 36               | 7                | 0  | 2                    | 2                    | 2                    |                      |                      |
| 2007-2008  | Sénateurs d'Ottawa        | LNH        | 26  | 4                | 6                | 10               | 6                | -                | -  | -                    | -                    | -                    |                      |                      |
| 2007-2008  | Hurricanes de la Caroline | LNH        | 11  | 1                | 4                | 5                | 4                | -                | -  | -                    | -                    | -                    |                      |                      |
| 2008-2009  | Hurricanes de la Caroline | LNH        | 74  | 6                | 8                | 14               | 31               | 18               | 1  | 2                    | 3                    | 13                   |                      |                      |
| 2009-2010  | Red Wings de Détroit      | LNH        | 65  | 12               | 10               | 22               | 26               | 8                | 0  | 0                    | 0                    | 2                    |                      |                      |
| 2010-2011  | Red Wings de Détroit      | LNH        | 63  | 13               | 7                | 20               | 14               | 11               | 3  | 1                    | 4                    | 6                    |                      |                      |
| 2011-2012  | Red Wings de Détroit      | LNH        | 10  | 0                | 1                | 1                | 2                | -                | -  | -                    | -                    | -                    |                      |                      |
| 2012-2013  | Red Wings de Détroit      | LNH        | 34  | 2                | 6                | 8                | 4                | 13               | 1  | 2                    | 3                    | 4                    |                      |                      |
| 2013-2014  | Red Wings de Détroit      | LNH        | 25  | 2                | 3                | 5                | 2                | -                | -  | -                    | -                    | -                    |                      |                      |
| 2013-2014  | Griffins de Grand Rapids  | LAH        | 8   | 4                | 2                | 6                | 8                | -                | -  | -                    | -                    | -                    |                      |                      |
| 2013-2014  | Predators de Nashville    | LNH        | 5   | 0                | 0                | 0                | 0                | -                | -  | -                    | -                    | -                    |                      |                      |
| 2014-2015  | Stars de Dallas           | LNH        | 47  | 14               | 13               | 27               | 8                | -                | -  | -                    | -                    | -                    |                      |                      |
| 2015-2016  | Stars de Dallas           | LNH        | 54  | 11               | 6                | 17               | 27               | 9                | 3  | 3                    | 6                    | 2                    |                      |                      |
| 2016-2017  | Stars de Dallas           | LNH        | 59  | 21               | 16               | 37               | 16               | -                | -  | -                    | -                    | -                    |                      |                      |
| 2016-2017  | Ducks d'Anaheim           | LNH        | 20  | 11               | 3                | 14               | 8                | 7                | 2  | 2                    | 4                    | 6                    |                      |                      |
| 2017-2018  | Ducks d'Anaheim           | LNH        | 2   | 1                | 0                | 1                | 0                | -                | -  | -                    | -                    | -                    |                      |                      |
| 2018-2019  | Ducks d'Anaheim           | LNH        | 7   | 0                | 0                | 0                | 4                | -                | -  | -                    | -                    | -                    |                      |                      |
| 2018-2019  | Gulls de San Diego        | LAH        | 7   | 0                | 2                | 2                | 0                | -                | -  | -                    | -                    | -                    |                      |                      |
| Totaux LNH | Totaux LNH                | Totaux LNH | 633 | 132              | 110              | 242              | 210              | 83               | 11 | 12                   | 23                   | 45                   |                      |                      |

### En équipe nationale
| Année | Équipe     | Évènement |   | PJ | B | A | Pts | Pun           |  | Résultat |
| 2004  | États-Unis | CM Jr.    | 6 | 1  | 5 | 6 | 8   | Médaille d'or |  |          |

## Récompenses
- Hockey East
  - Membre de la deuxième équipe d'étoiles en 2004.
  - Membre de la première équipe d'étoiles en 2005.
- Championnat de la NCAA
  - Membre de la deuxième équipe d'étoiles de l'est des États-Unis en 2004.
  - Membre de la première équipe d'étoiles de l'est des États-Unis en 2005.
- Championnat du monde junior de hockey sur glace
  - Vainqueur de la médaille d'or avec l'équipe des États-Unis en 2004.

## Transactions
- Repêchage 2003 : réclamé par les Sénateurs d'Ottawa ( 1er choix de l'équipe, 29e au total).
- 11 février 2008 : échangé par les Sénateurs avec Joe Corvo aux Hurricanes de la Caroline en retour de Cory Stillman et Mike Commodore.
- 24 juillet 2009 : échangé par les Hurricanes avec leur choix de quatrième ronde au repêchage de 2010 aux Bruins de Boston en retour d'Aaron Ward.
- 25 juillet 2009 : Contrat racheté par les Bruins.
- 4 août 2009 : signe à titre d'agent libre avec les Red Wings de Détroit.
- 5 mars 2014 : échangé par les Red Wings avec Calle Järnkrok et un choix conditionnel de troisième ronde au repêchage de 2014 aux Predators de Nashville en retour de David Legwand.
- 1er juillet 2014 : signe à titre d'agent libre avec les Stars de Dallas.
- 24 février 2017 : échangé aux Ducks d'Anaheim contre un choix conditionnel de 2e tour au repêchage d'entrée dans la LNH 2017.